# GnuCash
 (septembre 2012).
Si vous disposez d'ouvrages ou d'articles de référence ou si vous connaissez des sites web de qualité traitant du thème abordé ici, merci de compléter l'article en donnant les références utiles à sa vérifiabilité et en les liant à la section « Notes et références ».
GnuCash est un logiciel libre de comptabilité multi-plateforme faisant partie du projet GNU et distribué selon les termes de la licence GNU GPL.
Il convient aussi bien à des besoins de comptabilité personnelle que de comptabilité des petites entreprises. Hautement paramétrable, il respecte les principes de la comptabilité en partie double, permet l'édition d'un plan comptable hiérarchisé et comporte un module de facturation et de gestion des relations clients et fournisseurs. L'ensemble des états nécessaires à la production des résultats comptables est produit sous forme de rapports qui peuvent être accompagnés de graphiques. L'adaptation aux régimes de taxations des différents pays est aisée.
Cependant, son ergonomie est parfois déroutante et il n'offre pas de mécanismes de protection que l'on trouve dans la plupart des logiciels comptables propriétaires. Une bonne maîtrise de la comptabilité est donc nécessaire pour une utilisation en production. Il peut aussi être un outil didactique très puissant.
Initialement développé pour GNU/Linux, Gnucash est disponible pour Windows depuis la sortie de la version 2.2.0, le 15 juillet 2007, ainsi que pour Mac OS X.